# マリーザ・モンチ
マリーザ・モンチ（Marisa Monte、1967年7月1日 - ）は、ブラジルの歌手。リオデジャネイロ出身。その音楽の大部分はモダンなMPBのスタイルである一方、伝統的なサンバやブラジル北東部民謡の楽曲やロックなどジャンルを超越した歌手として知られている。

## 略歴
マリーザの家庭は中流階級でありながら、マリーザの父親がエスコーラ・ジ・サンバ・ポルテーラ（G.R.E.S.Portela）のメンバーで役員だったことから、黒人の下層階級の音楽とされるサンバなど、幼少より多くのブラジル音楽に囲まれて育った。したがって、マリーザはポルテレンセ（ポルテーラの人、あるいはポルテーラ贔屓の人）として知られている。
一方で、マリア・カラスの大ファンだったことから19歳にしてクラシックの声楽の手ほどきを受けるためにイタリアに渡った。今日のマリーザの多様な音楽性はこうした部分に影響されて育ったことによるものである。しかしイタリアで心変わりが生じ、ヴェネツィアのバーやクラブでMPBを歌うようになる。これがミュージシャン・小説家・プロデューサーなど多彩な顔を持つネルソン・モッタの目にとまり、ブラジルEMIと契約。当時はEMIの膨大なアーカイブから音源を選び、何度も頼み込んでカセットテープにコピーをしてもらうなど、自身の音楽性をより深めつつデビューへの準備を整えていった。
1988年3月、サンパウロで開いたショーがセンセーションを呼び、翌1989年にデビュー。このデビュー・アルバム『マリーザ・モンチ』は、新人歌手ながらスタジオ録音ではなくテアトロ・ヴィラ・ロボスで開かれたライブ音源だったこと、またその内容がクルト・ヴァイルに加え、アメリカ・ハリウッドで成功したブラジル人歌手でマリーザが敬愛するカルメン・ミランダのサウス・アメリカン・ウェイ（South American Way）、さらにはイタリア人歌手のピノ・ダニエレ、アメリカのジョージ・ガーシュウィン、マーヴィン・ゲイやルー・リード、またアルナルド・アントゥネスといったアーティストの曲を選曲し収録、多種多様なジャンルとその優れた表現力もさらにセンセーションを呼び、話題となった。
デビュー・アルバム発売前から前評判が高く、「エリス・レジーナ亡きあとのMPB女性歌手」などと称賛されたが、マリーザは「その称賛は嬉しいけど、エリスの20年に対し私は5年というキャリアしかなく、またやっているスタイルが全く違うから、比べられる共通点があるとは思えないわ」などとやんわりと否定している。
1991年、2枚目のアルバム『マイス』ではプロデューサーにアート・リンゼイを迎えて製作、ローリー・アンダーソン、デヴィッド・バーン、坂本龍一といった海外のアーティストをゲストに迎えてコラボレーションした。またカエターノ・ヴェローゾの「De Noite Na Cama」（ジ・ノイチ・ナ・カーマ）、あるいはカルトーラの「Ensaboa」（エンサボア）など、知られた曲に斬新なアレンジを施して従来とは全く異なったイメージを与えた。なお、このアルバムはアメリカ盤や日本盤は通常のジャケット・デザインだったが、ブラジル盤は中央の十字の部分がくり貫かれて次のページに見開くという、ブラジルならではの凝ったデザインだった。
また1992年にツアーに伴い初来日。『マイス』ライブ時に準じるメンバー編成により、渋谷（6月1日-3日）、名古屋（6月5日）、心斎橋（大阪・6月6日）のそれぞれクラブ・クアトロで、計5回のライブを行った。
1994年発表のアルバム『ローズ・アンド・チャコール』もアート・リンゼイによるプロデュースでカルリーニョス・ブラウンの全面協力のもと、サンバの貴公子とも称されるパウリーニョ・ダ・ヴィオラ、あるいはナンド・ヘイスによるブラジルのロックバンド、チタンスの曲など多様なジャンルの曲が収められている。
1996年のアルバム『グレート・ノイズ』では、ジャケットに古めかしいポルノ風コミックのイラストを使われたことが話題となった。これはグリンゴ・カルヂアという人物がカルロス・ゼフィロの作風をまねて描いたものである。ちなみにカルロス・ゼフィロ（本名：アウシーデス・カミーニャ）は、1950年代から1970年代の間の軍政下で労働省移民局の公務員であったことから隠れて雑誌に連載していたため、長い間謎の人物とされていた（なおカルロス・ゼフィロ自身は1991年にブラジルの『プレイボーイ』誌で正体を暴露されて翌年には他界している）。そのため、カルロス・ゼフィロのコミックを隠れて買っていたブラジル人も多かった。したがって、その画風がよく知られていたこと、またブラジル盤はCDがピンクのシュリンクに覆われて発売されたこと、さらにこの作品がライブ盤とスタジオ録音の2枚組み仕立てだったことなど、これらがあいまって話題となった。
2000年にはポルテーラの草創期メンバー・長老で構成されるヴェーリャ・グアルダ・ダ・ポルテーラ（Velha Guarda da Portela）のアルバム『Tudo Azul』（トゥード・アズール）をプロデュース、つづく2002年にもそのメンバーであるアルジェミーロ・パトロシーニオ（Argemīro Patrocínio）のアルバムのプロデュース、また同じくメンバーのジャイル・ド・カヴァキーニョ（Jair do Cavaquinho）のアルバムも、マリーザが権利を買い取って2枚組みとして発売した。なおこれらのアルバムはマリーザ自身のフォノモトール・レーベルから発売されている。またマリーザのポルテレンセとしての絆の深さは、フィルム『O Mistério do Samba』にも収められ、2008年にカンヌ映画祭で出品公開されている。
2003年にはカルリーニョス・ブラウン、アルナルド・アントゥニスと3人でのコラボレーション・アルバム『トリバリスタス』を発表、「トリバリスタ」は近年の造語で直訳すれば「部族主義者」となる。Triとは「3つの」を意味する接頭辞で、三和音、三位一体、トリオなどを表し、トリーポ（部族）にかけている。したがって、アルバムの最後に収められた曲には「部族主義とは反ムーブメント主義であり、何もせずともあるがままに自然に同化した」というメッセージが込められている。なおこのアルバムはマリーザ本人のスタジオで製作されている。
2006年、オリジナル・アルバムとしては6年ぶりとなる『私のまわりの宇宙』と『私の中の無限』という2枚を同時発売したことで話題になった。前者はサンバを取り上げたアルバムであるが、ビースティ・ボーイズやベックを手掛けたマリオ・カルダートを共同プロデューサーに迎えて、古いサンバの曲の概念を壊し、全く新しいサンバとして表現している。なお、このアルバムはラテン・グラミー賞を受賞している。後者は共同プロデューサーにアレー・シケイラを迎え、ジャキス・モレレンバウムやセウ・ジョルジ、カルリーニョス・ブラウン、ナンド・ヘイスに加え、フィリップ・グラスも参加している。
2007年、15年ぶりに再来日し5月26日のZEPP名古屋、29日と30日に東京・渋谷のBunkamuraオーチャードホールの計3回ライブを行っている。

## 近年のチャートヒット曲
- 「サンバの贈りもの」 - "O Bonde Do Dom" ※『私のまわりの宇宙』収録（Hot100Brasil [4] 4位、2006年4月）
- 「ヴィラレージョ」 - "Vilarejo" ※『私の中の無限』収録（Hot100Brasil 1位、2006年5月）
- 「ほんとのことを言うと」 - "Pra Ser Sincero" ※『私の中の無限』収録（Hot100Brasil 8位、2006年8月）
- 「アテ・パレッシ」 - "Até Parece" ※『私の中の無限』収録（Hot100Brasil 37位、2006年12月）

## ディスコグラフィ

### アルバム
- 『マリーザ・モンチ』 - MM (1989年、EMI/Odeon) ※ライブ。500,000枚[5]（ダブルプラチナディスク）
- 『マイス』 - Mais (1991年、EMI/Odeon) ※500,000枚（ダブルプラチナ）
- 『ローズ・アンド・チャコール』 - Verde, Anil, Amarelo, Cor-de-Rosa e Carvão (1994年、EMI/Odeon) ※600,000枚（ダブルプラチナ）
- 『グレート・ノイズ』 - Barulhinho Bom (1996年、EMI) ※600,000枚（ダブルプラチナ）
- 『アモール、アイ・ラヴ・ユー』 - Memórias, Crônicas, e Declaracões de Amor (2000年、EMI) ※1,200,000枚（ダイヤモンド）
- 『トリバリスタス』 - Tribalistas (2003年、EMI) ※カルリーニョス・ブラウン、アルナルド・アントゥニスとのユニット、トリバリスタス (Tribalistas)名義。1,300,000枚（ダイヤモンド）
- 『私のまわりの宇宙』 - Universo ao Meu Redor (2006年、EMI) ※300,000枚（ダブルプラチナ）
- 『私の中の無限』 - Infinito Particular (2006年、EMI) ※300,000枚（ダブルプラチナ）
- 『あなたが本当に知りたいこと』 - O Que Você Quer Saber de Verdade (2011年、EMI)
- 『ライヴ・ツアー 2012/2013』 - Verdade Uma Ilusão (2014年、Universal Music) ※ライブ
- Tribalistas (2017年、Universal Music) ※トリバリスタス名義。タイトルは2003年の盤と同じだが別内容
- 『ポルタス』 - Portas (2021年、Sony Music Entertainment)